# Баиси
Баиси (непальск. बाइसे राज्यहरू: «22 [княжества]») — конфедерация княжеств, сложившаяся в XV веке в бассейне реки Карнали. Наиболее влиятельным княжеством Баиси являлась Джумла, на территории которой располагались 22 000 домов. Оно представляло собой формального сюзерена всех государственных образований кхасов, располагавшихся в западной и центральной частях Непала.
В пределах конфедерации широкое распространение получило пашенное земледелие, взращивались зерновые культуры. По мере освоения земель происходила миграция кхасов на восток. Завоевание конфедерации королевством Горкха (Непал) началось в 1787 году. Окончательно гуркхи покорили Баиси лишь в 1809 году.